# Carvilia saussurii
Carvilia saussurii es una especie de mantis de la familia Mantidae.

## Distribución geográfica
Se encuentra en Namibia.